# Frederiek Nolf

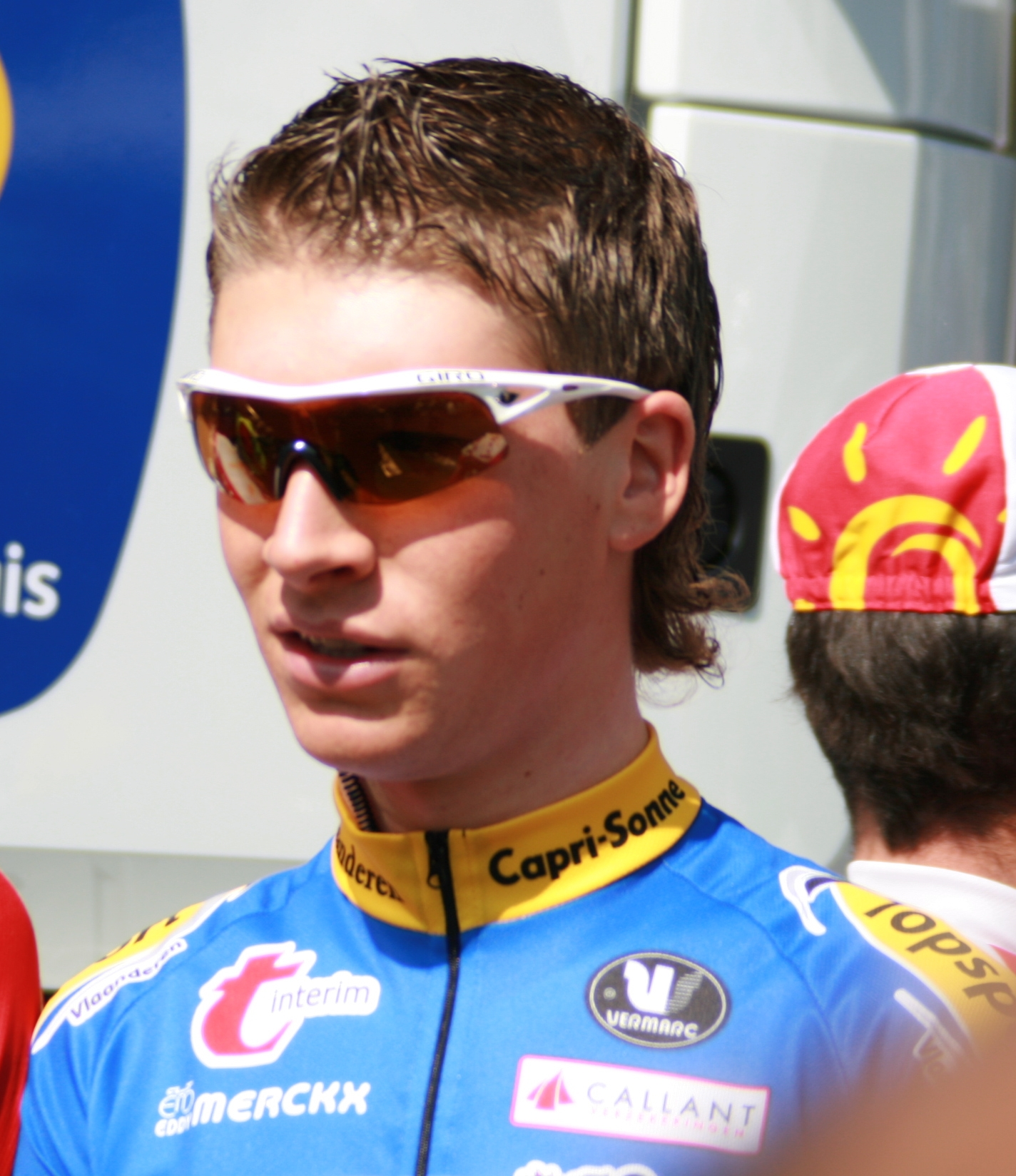
Frederiek Nolf

Frederiek Nolf (* 10. Februar 1987 in Kortrijk; † 5. Februar 2009 in Doha, Katar) war ein belgischer Radrennfahrer.
Frederiek Nolf gewann 2005 als Juniorenfahrer die beiden Eintagesrennen Trofee van Vlaanderen Reningelst und Bernaudeau Junior. Bei der Route de l’Avenir wurde er einmal Etappenzweiter und konnte so auch die Gesamtwertung für sich entscheiden. Außerdem gewann er noch jeweils ein Teilstück beim Giro di Toscana und bei der Tour du Valromey. In der Saison 2007 gewann er als U23-Fahrer das belgische Eintagesrennen Memorial Philippe Van Coningsloo mit seiner Mannschaft Wielergroep Beveren 200.
Frederiek Nolf wurde am 5. Februar nach der 4. Etappe der Katar-Rundfahrt tot in seinem Hotelzimmer aufgefunden. Von einer Autopsie wurde abgesehen, jedoch bestätigten ein Rechtsmediziner in Doha und Rennärzte, dass Nolf eines natürlichen Todes gestorben sei und nicht wie zuvor vermutet durch Anwendung von Doping.

## Erfolge
- 2007 Memorial Philippe Van Coningsloo

## Teams
- 2008 Topsport Vlaanderen
- 2009 Topsport Vlaanderen